# Lidská duše za socialismu

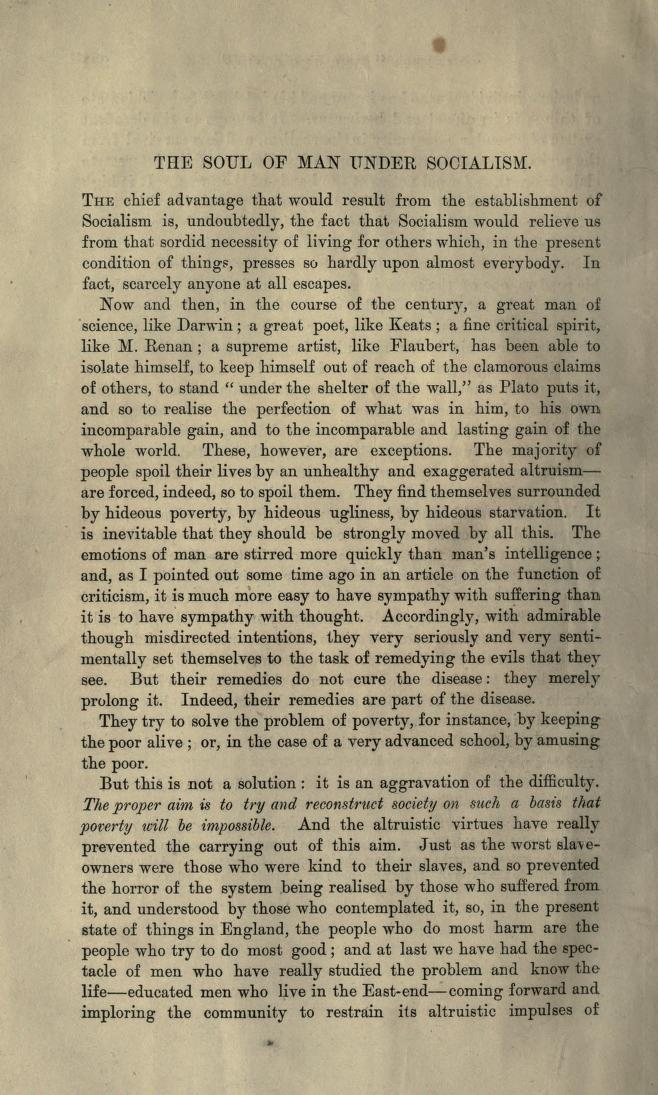
První zveřejnění v časopise Fortnightly Review, únor 1891

Lidská duše za socialismu (anglicky: The Soul of Man under Socialism) je filosoficko-politická esej z roku 1891, jejímž autorem je Oscar Wilde. Dílo je inspirováno anarchistickými myšlenkami Petra Kropotkina.
Wilde zde píše o libertariánském socialismu, který jako jediný může nejvíce posílit, či rozvíjet individualismus. Autor ho ovšem chápe jako rozvíjení sama sebe. Jednání podle svého úmyslu bez ohledu na autoritu (ať vládu, či hlavně veřejnost). Na začátku píše o výhodách socialismu vzhledem k životu, později k umění. Velkou část knihy věnuje kritice veřejnosti a jejímu vztahu k umění. Dobrý autor se podle něj pozná tak, že o něm lidé říkají, že je špatný, nesrozumitelný, škodlivý. Pozná se tak, že píše jen podle sebe, je individualistou. Špatný je naopak ten, kdo se podbízí obecenstvu, píše podle názoru diváků, čtenářů. Kniha je plná osobitých výkladů učení Ježíše Krista i socialismu, jejichž smyslem je podle něho individualismus.
Ve svém díle dává do protikladu individualismus a soukromé vlastnictví a v této souvislosti kritizuje hromadění majetku na úkor druhých. Bohatí lidé se podle něj nemohou věnovat rozvoji své individua, protože intenzivně hromadí majetek, který ani nepořebují. Jeho cílem je společnost bez chudých lidí.